# 1981 na rádio
Nesta página encontrará referências aos acontecimentos directamente relacionados com a rádio ocorridos durante o ano de 1981.

## Eventos
- Fundação da Rede Liberal FM (Brasil).

## Nascimentos
| Data           | Nome             | Profissão             | Nacionalidade | Observações | Ref |
| -------------- | ---------------- | --------------------- | ------------- | ----------- | --- |
| 1 de fevereiro | Izabella Camargo | jornalista e locutora | Brasil        |             |     |

## Mortes
| Data | Nome | Profissão | Nacionalidade | Observações | Ref |
| ---- | ---- | --------- | ------------- | ----------- | --- |